# Тепавци
Тепавци (на македонска литературна норма: Тепавци) е село в южната част на Северна Македония, община Новаци.

## География
Селото е разположено в Селечката планина, източно от град Битоля.

## История
В XIX век Тепавци е изцяло българско село в Битолска кааза на Османската империя. Църквата „Света Богородица“ е изписана от анонимен зограф в края на XIX век. Според статистиката на Васил Кънчов („Македония. Етнография и статистика“) от 1900 година Тепавци има 354 жители, всички българи християни.
На Етнографската карта на Битолския вилает на Картографския институт в София от 1901 година Тепавци е чисто българско село в Битолската каза на Битолския санджак с 38 къщи.
В началото на XX век християнското население на селото е под върховенството на Българската екзархия. По данни на секретаря на екзархията Димитър Мишев („La Macédoine et sa Population Chrétienne“) в 1905 година в Тепавци има 320 българи екзархисти.
По време на българското управление на Вардарска Македония през Първата световна война Тепавци е част от Бродска община в Битолска селска околия и има 302 жители.
Според преброяването от 2002 година селото има 25 жители, всички северномакедонци.
| Националност     | Всичко |
| северномакедонци | 25     |
| албанци          | 0      |
| турци            | 0      |
| роми             | 0      |
| власи            | 0      |
| сърби            | 0      |
| бошняци          | 0      |
| други            | 0      |

## Личности
Родени в Тепавци
- Каранфил Мавров, български революционер, войвода на селска чета през Илинденско-Преображенското въстание, нападнала черкезкото Ново село[7]
- Ягода Шахпаска (р. 1964), северномакедонски политик, министър на труда и социалната политика

Починали в Тепавци
- Атанас Вакрилов, български военен деец, подпоручик, загинал през Първата световна война[8]
- Атанас Георгиев Дечев, български военен деец, санитарен майор, доктор, загинал през Първата световна война[9]
- Диню Илиев Иванов, български военен деец, подпоручик, загинал през Първата световна война[10]
- Паскал Димитров Чавдаров, български военен деец, подпоручик, загинал през Първата световна война[11]